# Platyja magnimargo
Platyja magnimargo là một loài bướm đêm trong họ Noctuidae.